# Ophthalmitis exemptaria
Ophthalmitis exemptaria är en fjärilsart som beskrevs av Walker 1860. Ophthalmitis exemptaria ingår i släktet Ophthalmitis och familjen mätare. Inga underarter finns listade i Catalogue of Life.